# Самбор (князь Рюгену)
Самбор I (*бл. 1267 — 4 червня 1304) — князь Рюгену у 1302—1304 роках.

## Життєпис

### Молоді роки
Походив з династії Віславичів. Син Віслава II, князя Рюгену, та Агнеси Брауншвейг-Люнебург. Народився близько 1267 року. У 1295 році разом з батьком й старшими братами намагався втрутитися до справ спадщини в герцогстві Померанія, проте володарі Рюгену не досягли успіху. У 1300 році брав участь у поході хрестоносців, з якими захопив міста Рюгенвальд, Славно та Белоаград.

### Князювання
У 1302 році після смерті Віслава II успадкував владу над князівством Рюген, поділивши панування з братом Віславом III. Втім, останній майже повністю перебрав владу на себе. В результаті Самбор майже втратив володіння, окрім Штральзунда, тому вирішив боротися за спадщину своєї бабці в Померанії. Під час одного з походів помер або загинув у 1304 році.